# Barnesville (Maryland)
Pour les articles homonymes, voir Barnesville.
La ville de Barnesville est située dans le comté de Montgomery, dans l’État du Maryland, aux États-Unis. Sa population s’élevait à 144 habitants lors du recensement de 2020.